# Psycroptic
Psycroptic je australski tehnički death metal sastav iz Hobarta.

## Povijest sastava
Sastav su 1999. godine osnovali braća Dave (bubnjevi) i Joe (gitara) Haley, te su im se ubrzo pridružili basist Cameron Grant i pjevač Matthew Chalk. Svoj prvi studijski album The Isle of Disenchantment objavili su 2001. godine. Idući, The Scepter of the Ancients objavljuju 2003., nakon kojeg kreću na prvu turneju po cijeloj Australiji. Sljedeće godine kreću na još jednu, na kojoj je Chalka privremeno zamjenjivao Jason Peppiatt, da bi na kraju turneje postao stalan član, te su prvi album s novim pjevačem, Symbols of Failure objavili 2006. godine. Nakon toga potpisuju za izdavačku kuću Nuclear Blast, te objavljuju albume (Ob)Servant 2008. i zasada posljednji The Inherited Repression 2012. godine. Na turneji 2010. godine, Peppiattija je zbog rođenja sina privremeno zamjenjivao Zdeněk "GTboy" Šimeček.

## Članovi sastava
Sadašnja postava
- Jason Peppiatt - vokal (2005.–)
- Joe Haley - gitara (1999.–)
- Cameron Grant - bas-gitara (1999.–)
- Dave Haley - bubnjevi (1999.–)

Bivši članovi
- Matthew Chalk - vokal (1999. – 2005.)

Privremeni članovi
- Zdeněk "GTboy" Šimeček (uživo, sjevernoamerička turneja 2010.)

## Diskografija
Studijski albumi
- The Isle of Disenchantment (2001.)
- The Scepter of the Ancients (2003.)
- Symbols of Failure (2006.)
- Ob(Servant) (2008.)
- The Inherited Repression (2012.)
- Psycroptic (2015.)

Koncertni albumi
- Initiation (2010.)

## Vanjske poveznice
- Službena stranica